# Tofu

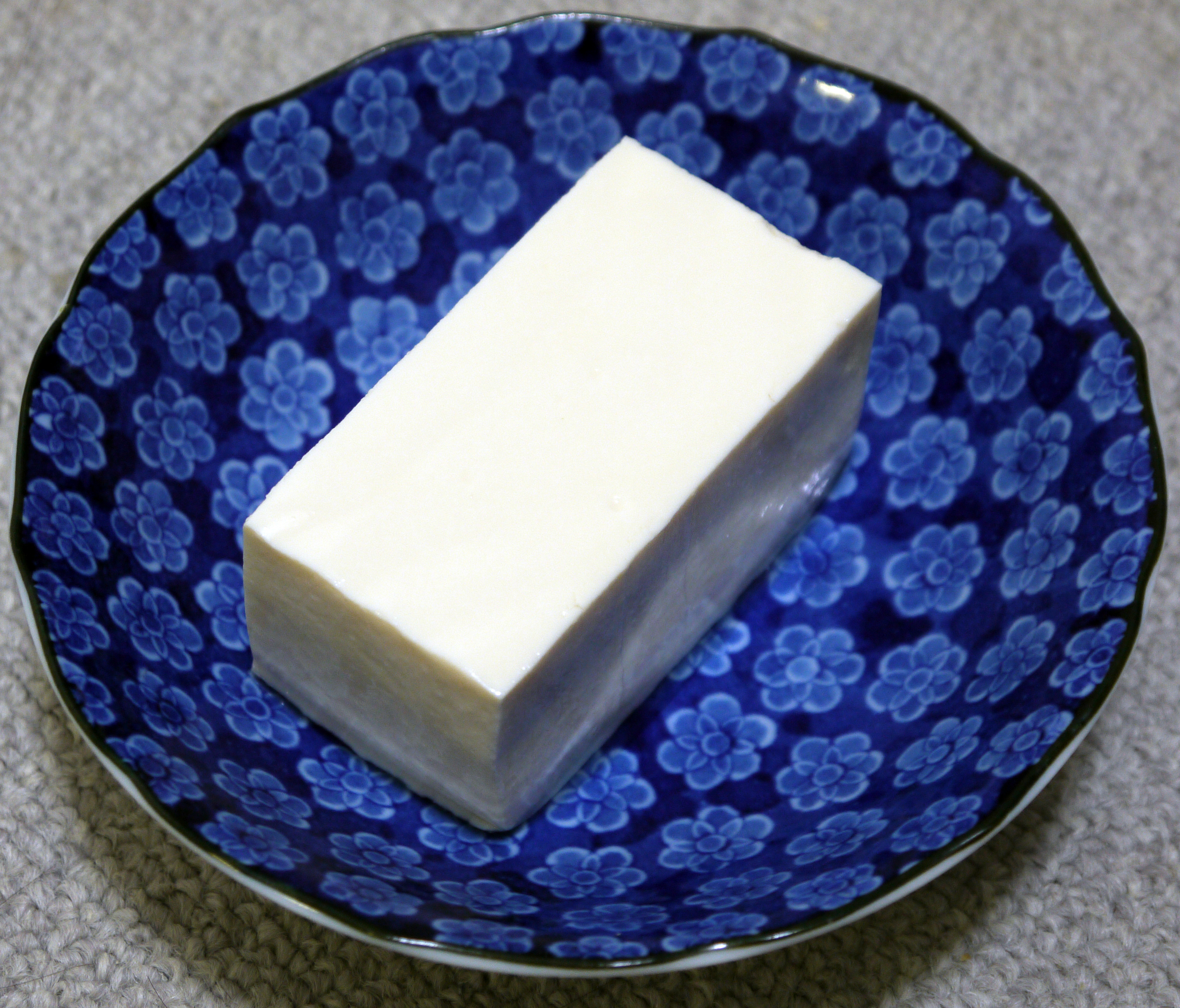
Kinugoshi tōfu

Tofu este un aliment natural tradițional în Orientul Îndepărtat în special China. Cuvântul tofu a intrat în limba română din limba japoneză (豆腐 tōfu) care la rândul ei l-a împrumutat din chinezescul 豆腐 (sau 荳腐) dòufu, care înseamnă boabe fermentate. Tofu are în compoziție boabe de soia, apă și produse de coagulare. Se produce prin închegarea laptelui de soia și scurgerea sa ulterioară similară producerii brânzeturilor.

## Produse folosite la închegare
- sulfatul de calciu – este sistemul tradițional chinez de închegare a brânzei tofu. Tofu rezultă moale, dar puțin sfărămicios. Sulfatul de Ca nu schimbă gustul produsului final, iar tofu-ul produs prin acest fel va rezulta mai bogat în calciu.
- clorură de magneziu și clorură de calciu - amândouă sărurile au un grad mare de solubilitate în apă și afectează proteina din soia în același fel. Tofu produs prin acest procedeu devine moale și uniform.
- Glucono delta-lactona (GDL) - produs de închegare acid folosit în rețetele chinezești de tofu care produce un tofu cu un aspect gelatinos. Acest produs de închegare este specific produselor tofu gelatinoase și cu un gust acrișor.

## Valori nutriționale
Pentru 100 de grame de produs valorile sunt următoarele:
- valoare energetică: 318 KJ, 76 kcal
- carbohidrați: 1,99 g
- grăsimi: 4,8 g
- proteine: 8,19 g
- calciu: 350 mg
- fier: 5,4 mg
- magneziu: 30 mg
- sodiu: 7 mg